# Nguon Nhel
Nguon Nhel  (tiếng Khmer: ងួន ញ៉ិល; 22 tháng 12 năm 1942 – 5 tháng 11 năm 2021) là chính khách người Campuchia. Ông vốn là thành viên thuộc Đảng Nhân dân Campuchia (CPP) và là Dân biểu (Nghị sĩ) tỉnh Kampong Thom từ năm 1993 cho đến khi qua đời. Nhel từng đảm nhiệm chức vụ Phó Chủ tịch Quốc hội Campuchia từ năm 1997 đến năm 2006, và Phó Chủ tịch Quốc hội thứ nhất từ năm 2006 đến năm 2014, rồi sau là Phó Chủ tịch Quốc hội thứ hai kể từ năm 2014. Trong giai đoạn 1989–1993, ông được chính phủ bổ nhiệm làm Bộ trưởng Bộ Nông nghiệp, Lâm nghiệp và Thủy sản.
Ngày 5 tháng 11 năm 2021, Nhel qua đời ở tuổi 78 do bạo bệnh tại Phnôm Pênh.